# Diocesi di Gerocesarea
La diocesi di Gerocesarea (in latino Dioecesis Hierocaesariensis) è una sede soppressa del patriarcato di Costantinopoli e una sede titolare della Chiesa cattolica.

## Storia
Gerocesarea, identificabile con le rovine nei pressi di Sazoba in Turchia, è un'antica sede episcopale della provincia romana della Lidia nella diocesi civile di Asia. Faceva parte del patriarcato di Costantinopoli ed era suffraganea dell'arcidiocesi di Sardi.
La diocesi è documentata nelle Notitiae Episcopatuum del patriarcato di Costantinopoli fino al XII secolo.
Sono quattro i vescovi di questa antica diocesi. Antioco prese parte al primo concilio ecumenico celebrato a Nicea nel 325. La presenza di questo vescovo al concilio niceno è resa problematica dal fatto che il suo nome appare su una sola lista greca, quella di Teodoro il Lettore ricavata da Socrate Scolastico, e su due liste episcopali in lingua siriaca, mentre è assente in tutti gli altri elenchi sinodali. Antioco è assente nell'Oriens christianus di Michel Le Quien.
L'8 novembre 448 il patriarca Flaviano convocò il sinodo permanente di Costantinopoli per leggere una lettera del metropolita Fiorenzo di Sardi contro due suoi vescovi suffraganei, Giovanni di Ircanide e Cossinio di Gerocesarea, presenti alla riunione. Tuttavia durante la sessione la discussione si concentrò sull'ortodossia dell'archimandrita Eutiche e la questione relativa a Giovanni e Cossinio fu ben presto dimenticata; lo stesso Cossinio sottoscrisse la condanna di Eutiche. Assente al concilio di Efeso del 449, Cossinio prese parte a quello di Calcedonia del 451, dove, in alcune occasioni, firmò gli atti conciliari al posto del vescovo Andrea di Satala.
Zaccaria prese parte al secondo concilio di Nicea nel 787, mentre Teodoro fu tra i padri che assistettero concilio di Costantinopoli dell'879-880 che riabilitò il patriarca Fozio.
Dal XVIII secolo Gerocesarea è annoverata tra le sedi vescovili titolari della Chiesa cattolica; la sede è vacante dal 31 dicembre 1994.

## Cronotassi

### Vescovi greci
- Antioco † (menzionato nel 325)
- Cossinio † (prima del 448 - dopo il 451)
- Zaccaria † (menzionato nel 787)
- Teodoro † (menzionato nell'879)

### Vescovi titolari
- Louis-Joseph de Châteauneuf de Rochebonne † (4 marzo 1720 - 1º marzo 1722 succeduto vescovo di Carcassonne)
- Santiago Hernández, O.P. † (13 agosto 1757 - 6 febbraio 1777 deceduto)
- Charles Berington † (2 giugno 1786 - 8 giugno 1798 deceduto)
- Gregory Stapleton † (7 novembre 1800 - 23 maggio 1802 deceduto)
- Antonio Maria Trigona † (31 marzo 1806 - 28 luglio 1817 nominato arcivescovo di Messina)
- José Maria Seguí, O.S.A. † (27 luglio 1829 - 5 luglio 1830 nominato arcivescovo di Manila)
- John Bede Polding, O.S.B. † (3 luglio 1832 - 5 aprile 1842 nominato vescovo di Sydney)
- Luigi Bienna † (24 aprile 1845 - 2 luglio 1882 deceduto)
- Désiré-François-Xavier Van Camelbeke, M.E.P. † (15 gennaio 1884 - 9 novembre 1901 deceduto)
- Alessandro Beniamino Zanecchia-Ginnetti, O.C.D. † (9 giugno 1902 - 13 luglio 1902 nominato vescovo di Teramo)
- Giuseppe Astuni † (21 gennaio 1903 - 21 febbraio 1911 deceduto)
- John Marie Laval † (11 settembre 1911 - 4 giugno 1937 deceduto)
- Franz Justus Rarkowski, S.M. † (7 gennaio 1938 - 9 febbraio 1950 deceduto)
- Timothy Phelim O'Shea, O.F.M.Cap. † (24 maggio 1950 - 25 aprile 1959 nominato vescovo di Livingstone)
- Ernesto de Paula † (9 gennaio 1960 - 31 dicembre 1994 deceduto)